# لوكاس فيرا بيريس
لوكاس فيرا بيريس (بالإسبانية: Lucas Vera Piris)‏ هو لاعب كرة قدم أرجنتيني في مركز الوسط، ولد في 2 يناير 1994 في لانوس في الأرجنتين. لعب مع نادي لانوس.

## وصلات خارجية
- لوكاس فيرا بيريس على موقع قاعدة بيانات كرة القدم.إي يو (الإنجليزية)
- لوكاس فيرا بيريس على موقع Soccerway.com (الإنجليزية)